# Sieben künische Dörfer

Wappen der Sieben Künischen Dörfer

Die Sieben Künischen Dörfer liegen im südlichen Bayerischen Wald zwischen Passau und dem Dreiländereck Tschechien, Österreich und Deutschland. Es handelt sich um die Ortschaften Wollaberg, Heindlschlag, Hintereben, Jandelsbrunn, Rosenberg, Aßberg und Grund, die heute alle im Gemeindegebiet von Jandelsbrunn liegen.
„Künisch“ (= „königlich“) wurden diese Dörfer genannt, weil sie von 1506 bis 1765 im Besitz der Habsburger waren, die in jener Zeit auch die deutsche Königswürde bekleideten.

## Geschichte
Die ersten urkundlichen Erwähnungen der Künischen Dörfer finden sich Mitte des 15. Jahrhunderts, die Dörfer sind nach neueren Forschungen jedoch älter. Die Sieben Künischen Dörfer gehörten zur Herrschaft Rannariedl. Diese wurde am 15. November 1487 auf Wiederkauf vom Passauer Bischof Friedrich von Öttingen an Georg den Reichen verkauft. Georg hatte Friedrich das Bistum verschafft; der Bischof hatte sich bei ihm erheblich verschuldet. Für den Verkauf musste eigens eine päpstliche Bewilligung eingeholt werden.
Als Georg der Reiche 1503 starb und um sein Erbe der Landshuter Erbfolgekrieg entbrannte, stellte sich der deutsche König und spätere Kaiser Maximilian I. auf Seiten Herzog Albrechts von München unter der Bedingung, dafür u. a. auch Schloss und Herrschaft Rannariedl zu erhalten. Durch den Ausgang des Kriegs fiel Rannariedl mit seinen Untertanen in den Sieben Künischen Dörfern an die Habsburger. Die Habsburger stellten den Anspruch, nicht nur Grundeigentümer, sondern auch volle Landesherren zu sein, und beriefen sich dabei auf das gefälschte Privilegium maius, eine angebliche Urkunde Kaiser Friedrich Barbarossas aus dem Jahre 1156. Somit schob sich ein breiter Teil österreichischen Landes in das passauische Fürstentum. In der folgenden Zeit entwickelte sich in der Bevölkerung eine Unterscheidung zwischen „künisch“ und „bistumisch“.
1765 kaufte der Passauer Bischof Leopold Ernst von Firmian die Sieben Künischen Dörfer von Österreich für 137.787 Gulden zurück. Rannariedl und Falkenstein blieben jedoch unter der Herrschaft der Habsburger. Dieser Rückkaufvertrag hatte gravierende Folgen für das Bistum Passau: Kaiser Joseph II. erreichte, dass nach dem Tod des Bischofs Firmian der in Österreich liegende Teil der Diözese Passau von der Mutterkirche getrennt wurde. Neue, österreichische Diözesen wurden gegründet; Joseph ließ die passauischen Besitzungen in Österreich beschlagnahmen, um sie materiell auszustatten. Er berief sich dabei auf den Vertrag von 1765.